# نوكيا 150
نوكيا 150 ونوكيا 150 ذو شريحتين، أجهزة هواتف نقالة بعلامة نوكيا التجارية من شركة إتش إم دي العالمية من الفئة الاقتصادية، أعلن عنه في ديسمبر، 2016. ويُعد أول جهاز يصنع يماركة نوكيا من قبل شركة إتش إم دي العالمية التي إشترت حقوق علامة نوكيا التجارية ومصانع الهواتف النقالة من مايكروسوفت موبايل، في عام 2016.
نوكيا 150، يدعم شريحة واحدة، ونوكيا 150 ذو شريحتين يدعم شريحتي سيم كارد (وحدة تعريف المشترك) .

## المواصفات
يعمل الجهاز بنظام تشغيل نوكيا (Series 30+ UI) مُحدث.

## وصلات خارجية
- الموقع الرسمي
- نوكيا 150 على gsmarena.com